# Helga i Halltorp
Helga i Halltorp död i mars 1672, var en svensk kvinna som avrättades för trolldom i Bohuslän under det stora oväsendet.  Hon var den sista person som avrättades för häxeri i Bohuslän under det stora oväsendet. 
Helga i Halltorp angavs för häxeri av Glanan. Glanan uppgav att Helga bara hade en ko, men fick lika mycket smör från den som från sexton kor därför att hon stal mjölken från alla kor i Solberga socken genom de troll (bjäror) hon sände ut i skepnad av vita harar för att suga mjölken ur korna och sedan ge den till henne.
Kyrkoherden herr Frans i Solberg anklagade Helga för att ha "haft nyttan av hans boskap" med hjälp av trolldom. Sedan hon nekat till anklagelserna, underkastades hon vattenprovet och misslyckades genom att flyta "som en Siöfogel".
Hon bekände "frivilligen" (dvs. utan tortyr) att hon "hava lärt trolldom av Torbor i Halltorp, såvälsom av Satan själv, den ock har tagit blod av hennes högra ben, därav hon har uppvist ärr", och mjölkat kyrkoherdens kor med hjälp av bjäror i form av vita katter; och att hon varit på Blåkulla och träffat Satan "och där räckt honom händer och lovat komma igen". 
Helga i Halltorp gjorde ett gott intryck på rätten genom sin ångerfullhet. 
Den 10 och 11 november 1671 handlade hovrätten den tredje bohuslänska trolldomskommissionens domar i södra Bohuslän. Vid detta tillfälle dömdes Per Mattsson, Rangela i Lysbo, Helga i Pilanda, Börta Cornelius, Ingrid Jutes, Ingri Dinnes (död före avrättningen), Kerstin Sven Snickars, Helga i Halltorp, Börta Pers och Malin Ruths till döden; medan Börta Pedér Holländares, Cidsela Per Ruths och Ingeborg Kjell Arnesons dömdes till att föras till avrättningsplatsen under förespegling att de skulle dö; men i själva verket skulle de endast avrättas om de på avrättningsplatsen slutligen erkände sig skyldiga, medan de annars skulle frikännas eller (i Börtas fall) endast landsförvisas. Avrättningsmetoden för samtliga var att halshuggas och därefter brännas, förutom i fallen Börta Pers och Helga i Halltorp, vars kroppar inte skulle brännas på bål efter halshuggningen på grund av deras ånger över sina brott. Ingrid Dinnes avled före avrättningen, medan alla övriga utom Helga i Halltorp avrättades på Sötången i januari 1672. 
Befallningen om att avrättningen av Helga i Halltorp gavs 2 mars och förmodas ha ägt rum några dagar senare; traditionellt anges avrättningsplatsen ha varit vid Kåkenäs i Norums socken, men det är inte bekräftat.